# Вітаутас Буткус
Вітаутас Буткус (20 грудня 1949) — радянський академічний веслувальник.
Срібний призер Олімпійських Ігор 1976 року в складі парної четвірки.
Бронзовий призер Чемпіонату світу 1975 року в складі парної четвірки.
Срібний призер Чемпіонату Європи 1973 року в одиночці.